# Martín Muñoz de la Dehesa
Martín Muñoz de la Dehesa – gmina w Hiszpanii, w prowincji Segowia, w Kastylii i León, o powierzchni 17,66 km². W 2011 roku gmina liczyła 209 mieszkańców.